# قرار مجلس الأمن التابع للأمم المتحدة رقم 968
قرار مجلس الأمن التابع للأمم المتحدة رقم 968، المتخذ بالإجماع في 16 كانون الأول / ديسمبر 1994، بعد الإحاطة ببيانات رئيس مجلس الأمن وتقارير الأمين العام بطرس بطرس غالي عن الحالة في طاجيكستان، أنشأ المجلس بعثة مراقبي الأمم المتحدة في طاجيكستان وتناولت عملية المصالحة الوطنية في البلاد.

## خلفية
بدأت التوترات في ربيع عام 1992 بعد أن خرج أعضاء المعارضة إلى الشوارع في مظاهرات ضد نتائج الانتخابات الرئاسية عام 1991. المجموعات العرقية من مناطق غرم وبدخشان، والتي كانت ممثلة تمثيلاً ناقصاً في النخبة الحاكمة، انتفضت ضد الحكومة الوطنية برئاسة إمام علي رحمان نبييف، التي كانت مسيطرة من قبل مناطق لينين آباد وكولياب. وقاتلت المعارضة تحت راية المعارضة الطاجيكية المتحدة التي تحولت إلى المتمردين في أفغانستان للحصول على مساعدات عسكرية.

## القرار

### أعمال
ثم أنشأ مجلس الأمن بعثة مراقبي الأمم المتحدة في طاجيكستان، التي تتألف من 40 مراقباً عسكرياً و 18 موظفاً دولياً و 26 موظفاً محلياً، مع الولاية التالية:
(أ) مساعدة اللجنة المشتركة في تنفيذ الاتفاقات السياسية؛
(ب) التحقيق والإبلاغ عن انتهاكات وقف إطلاق النار؛
(ج) التوسط مع الأحزاب الطاجيكية وقوات حفظ السلام في البلاد؛
(د) دعم الجهود التي يبذلها المبعوث الخاص للأمين العام؛
(هـ) التعاون في توزيع المساعدات الإنسانية.
وقد أنشئت البعثة لفترة أولية مدتها ستة أشهر لكنها لن تمدد إلا إلى ما بعد 6 شباط / فبراير 1995 عندما مدد الطرفان الاتفاقات بشأن وقف دائم لإطلاق النار والمصالحة وتعزيز الديمقراطية. ودُعيت طاجيكستان للدخول في اتفاق بشأن وضع البعثة مع الأمم المتحدة. كان على حكومة طاجيكستان والمعارضة الطاجيكية المتحدة التوصل إلى اتفاق سياسي في أقرب وقت ممكن.
وكان الإفراج عن أسرى الحرب في 12 تشرين الثاني / نوفمبر 1994 في خورو موضع ترحيب ودُعي إلى اتخاذ مزيد من تدابير بناء الثقة. وحثت اللجنة الدولية للصليب الأحمر على الوصول دون عوائق إلى أسرى الحرب. طُلب من جميع البلدان التعاون في عملية المصالحة في طاجيكستان وتقديم المساعدة الإنسانية. طُلب من الأمين العام بطرس بطرس غالي إنشاء صندوق يمكن تقديم التبرعات إليه.

## روابط خارجية
- نص القرار في undocs.org
- موقع بعثة مراقبي الأمم المتحدة في طاجيكستان